# Sparing

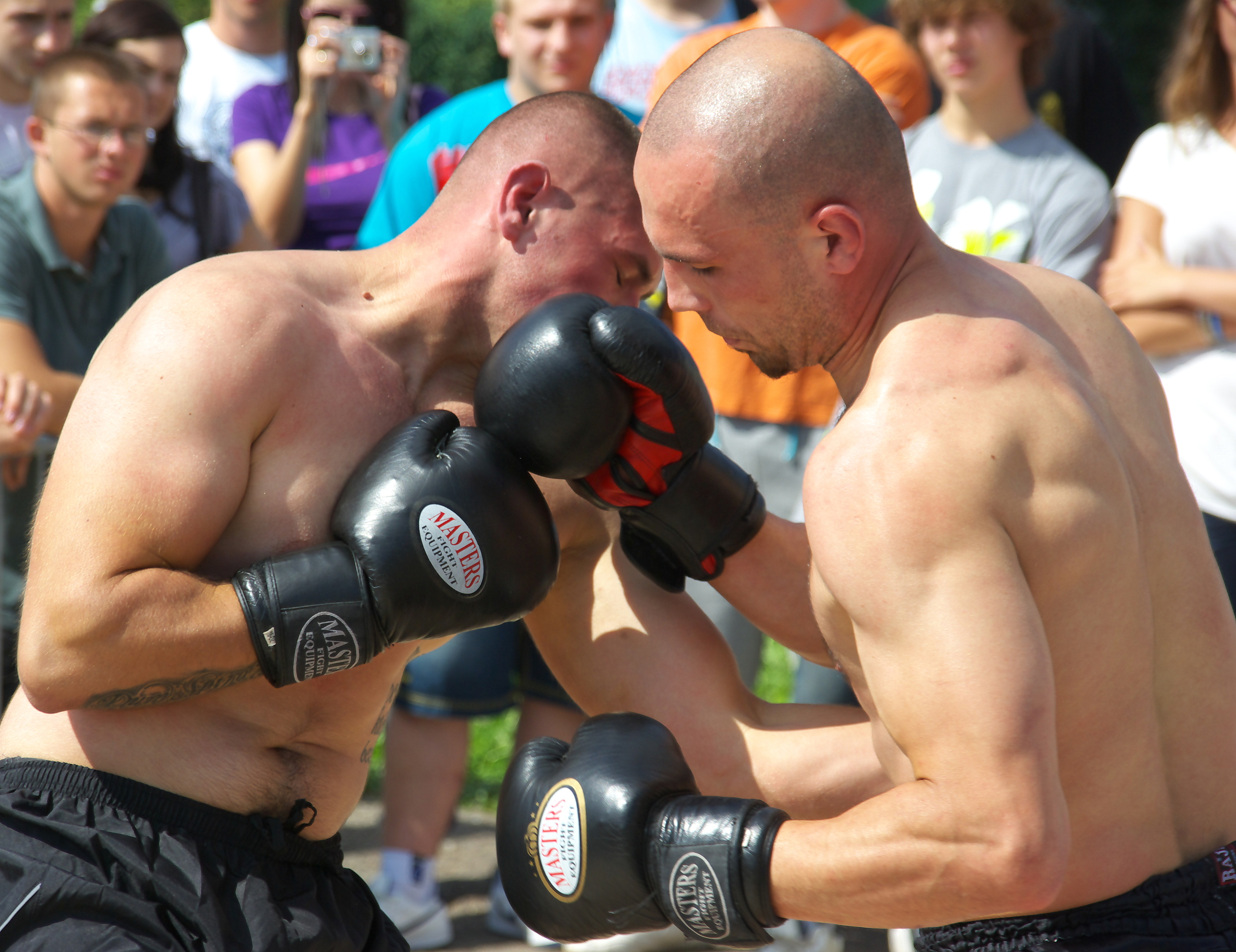
Artur Szychowski podczas pokazowego sparingu w Sanoku, 2011

Sparing (ang. sparring) – walka treningowa lub kontrolna w celu sprawdzenia formy zawodnika. Można również użyć tego określenia do nazwania spotkania towarzyskiego dwóch drużyn, mającego charakter szkoleniowy.

## Charakterystyka metody
Skuteczność walki treningowej zależy od celu. Jako cele przyjmuje się: rozwój umiejętności zawodnika, kontrola umiejętności oraz analiza skuteczności opanowanej techniki lub strategii walki. Choć walka treningowa zaspokaja w pewnym stopniu potrzebę rywalizacji, nie przyjmuje się za cel jedynie zaspokojenie prymitywnych potrzeb (tzw. wyżycie się). 
Walka treningowa uczy na zasadzie odruchów. Walczący otrzymuje natychmiast informację zwrotną o skuteczności techniki w postaci reakcji przeciwnika. Może to jednak skutkować nadmiernym automatyzmem: wyuczyć odruchów, które nie zawsze będą adekwatne do innych sytuacji. Np. uderzenia w wielu tradycyjnych sztukach walki różnią się od bokserskich, więc sparing bokserski hamuje rozwój tych umiejętności. Cechy kształtowane przez walkę treningową to: pewna odporność na ciosy, umiejętność reakcji na działania przeciwnika, kondycja oraz oszczędzanie sił, niezbędne w walce sportowej. Walki treningowe trwają niekiedy po kilka rund (często dłużej niż walka sportowa w danej dyscyplinie) przy zmieniających się przeciwnikach. 
W przypadku, gdy celem jest analiza skuteczności opanowanej techniki lub strategii walki, wypróbowuje się ich elementy w walce, a następnie analizuje rezultaty. Brak refleksji nad nimi może być przyczyną pochopnej oceny skuteczności.
Walka treningowa wymaga uwzględnienia poziomu i rodzaju motywacji zawodnika. Bez uwzględnienia tych czynników, walka treningowa może zniechęcić zawodnika. Sporty walki należą do dyscyplin kontaktowych. Choć walka treningowa zwykle nie jest punktowana, ustawiczne porażki, odczuwanie bólu i narażenie na kontuzję osłabiają (często podświadomie) motywację zawodnika.

## Walka treningowa w strukturze treningu
W treningu poszczególnych dyscyplin istnieją różne poglądy na to, kiedy wprowadzać walkę treningową w strukturę treningu i ile czasu mu poświęcać. 
Innymi zasadami rządzi się walka treningowa w sportach walki, a innymi w systemach nienastawionych na sport. W sportach walki sparingi są integralną częścią treningów, gdyż walka sportowa jest ograniczona pewnymi regułami, pozwalającymi uniknąć lub zmniejszyć ryzyko kontuzji, i w walce treningowej zawodnicy stosują się do tych samych reguł. Natomiast w metodach walki nastawionych na walkę realną, w której zdarzają się obrażenia ciała, nie jest możliwe ani dopuszczalne wprowadzenie walki treningowej w takich samych warunkach, jak w rzeczywistej sytuacji.
Istotną rolę odgrywa też poziom i rodzaj motywacji zawodnika. Walka treningowa zarówno uwzględnia, jak i kształtuje motywację. 
W wielu szkołach o podejściu tradycyjnym, pomimo odcinania się od zachodnich sportów walki, sparuje się w identyczny sposób jak w kick-boxingu i innych dyscyplinach typu boxe pieds-poings, a technika zastosowana w sparingu różni się od tej w formach. Taki sposób walki wynika z szerokiego rozpowszechnienia boksu i opartych na nim dyscyplin na Zachodzie, i związanej z tym łatwości w zdobyciu ochraniaczy dostosowanych do reguł walki w boksie czy kick-boxingu. Jednakże taka walka treningowa nie jest jednak adekwatna do umiejętności, których celem jest trening w szkołach tradycyjnych. Szkoły tradycyjne mają swoje zasady i strategie walki, które niejednokrotnie różnią się znacznie od kick-boxingu, więc sparing bokserski może hamować rozwój tych umiejętności.
W treningu większości dyscyplin, nie przystępuje się do walki treningowej wolnej po przyswojeniu przez ćwiczącego technik podstawowych, lecz przed wprowadzeniem walki wolnej praktykuje się ćwiczenia z partnerem (tzw. formy podwójne) lub prostsze formy walki, np. walkę zadaniową lub walkę wolną z ograniczeniami (zakaz stosowania pewnych technik, atakowania pewnych punktów witalnych lub ograniczenia na siłę). W początkowej fazie treningu, ćwiczący nie ma wyrobionego automatyzmu technik i ma kłopoty z wieloma czynnikami zakłócającymi, co oznacza, że walka treningowa w tej fazie może zakłócać postępy. 
Podejście tradycyjne do treningu walki tkwi w celu, jaki ma przed sobą tradycyjny trening, oraz w koncepcji walki w tych stylach. Tradycyjny trening sztuki walki opiera się przede wszystkim na szybkiej i właściwej reakcji na atak i właściwej pracy ciała. Wyrobienie takich odruchów trwa bardzo dużo czasu (niekiedy lata). W sztukach walki tradycyjnych, reakcje, odruchy i właściwą pracę ciała wyrabia się poprzez trening ćwiczeń podstawowych i form. Zbyt wcześnie wprowadzona walka wolna, w szczególności walka bokserska, hamuje rozwój bardziej złożonych umiejętności, np. przyjmowania i użycia energii otrzymanego uderzenia tak, by samemu wyprowadzić cios wykorzystując właśnie otrzymaną siłę. Walka w warunkach zbliżonych do realnych może być ćwiczona jedynie w dalszym etapie treningu.

## Walka treningowa a walka realna
Trening w stylu kick-bokserskim nie kształtuje wszystkich cech niezbędnych w walce realnej. Pozwala on wyćwiczyć jedynie pewne jej aspekty, natomiast rozwój innych może ulec zahamowaniu. W walce treningowej typu kick-bokserskiego jak również innych typów boxe pieds-poings, mieszanych sztuk walki i podobnych dyscyplin zawodnicy stosują się do zasad. Mogą one być mniej lub bardziej liberalne. Nawet w dyscyplinach, gdzie nie startuje się według tych reguł, ale stosuje się sparing tego typu, przyjmuje się te reguły. Przepisy mają wpływ na ochraniacze, wagę przeciwników, czas walki, sposób uznawania skutecznej techniki oraz zakres stosowanych technik. Dlatego też trening walki realnej nie opiera się wyłącznie na walce według reguł, ale jest uzupełniany innymi ćwiczeniami. Przykłady ilustrujące skuteczność lub nieskuteczność samego sparingu według reguł to starty zawodników pewnych dyscyplin w innych, według innych przepisów oraz ich porażki. Natomiast powszechność wielu sportów walki oraz ich komercjalizacja skutkują tym, że poglądy na walkę sportową wpływają na poglądy na walkę realną.
- Ochraniacze. W walce treningowej typu kick-bokserskiego używa się ochraniaczy. Powoduje to zanik racjonalnego strachu w psychice adepta. Adept skupia się wówczas na ataku. Poza tym podczas walki typu kick-bokserskiego korzysta się z dużej powierzchni rękawic przy zasłonach i blokowaniu.
- Waga przeciwników. W walce realnej nie ma się wpływu na wagę przeciwnika, natomiast ma ona   wpływ na jego siłę oraz ma znaczenie w walce w zwarciu.
- Czas walki.
- Zakres stosowanych technik. W samoobronie używa się pewnych technik, których użycie zabronione jest w walce sportowej. Takimi technikami są np. uderzenia w nogi, które nie tylko zaburzają równowagę przeciwnika, ale również osłabiają jego kopnięcia. Inny przykład to kopnięcia w punkty witalne, np. krocze. W walkach treningowych typu kick-bokserskiego dąży się ze wszelką cenę do trafienia w głowę, co powoduje słabą ochronę innych stref. Poza tym pojawiają się techniki lepiej punktowane, np. wysokie kopnięcia, które są jednak łatwe do zauważenia i odsłaniają krocze. Także podczas sparingu kick-bokserskiego nie uczy się technik obrony przed uzbrojonym przeciwnikiem
- Sposób uznawania skutecznej techniki. Dążenie do uniknięcia szkód zastępowane jest w sparingu  przez dążenie do utrzymania korzystnego bilansu strat i zysków. W walce realnej natomiast cel jest inny. Propagowana teoria, że należy umieć przyjmować ciosy, gdyż w każdej walce się cios otrzyma, kłóci się z zasadą, że w sytuacji samoobrony także uniknięcie ciosu i ucieczka stanowi o wygranej.
- Dystans. Skutek dozwolonych i stosowanych technik. W walce treningowej dystans jest taki, jaki się preferuje w danej dyscyplinie. W walce realnej napastnik może dążyć np. do szybkiego powalenia przeciwnika.
- Atmosfera na treningu. Na treningu zawodnik nie wykorzystuje urazu lub upadku przeciwnika.
- Liczba przeciwników. W niektórych dyscyplinach (np. krav maga) uczy się zachowań wobec kilku przeciwników. Walka kick-bokserska, oraz sportowe mieszane sztuki walki tego nie zapewniają.

## Slogany dotyczące walki treningowej
Wiele reguł walki treningowej funkcjonuje w postaci sloganów, które, choć generalnie słuszne, często są nieadekwatne w szczegółach i mają wiele wyjątków:
- "Jak trenujesz, tak reagujesz". Zasada ta ma na celu zbliżenie warunków panujących podczas walki treningowej do warunków panujących podczas walki realnej lub sportowej. Jest niejednoznaczna, gdyż nie uwzględnia poszczególnych etapów wprowadzania owych warunków. Poza tym nie uwzględnia transferu umiejętności.
- "Sparować trzeba zawsze z lepszymi od siebie". Sparing z przeciwnikami słabszymi lub równymi ma również swoje miejsce. Pozwala np. ćwiczyć i wypróbować gorzej opanowane lub nowe elementy (patrz: Janusz Pawluk, Judo sportowe, wyd. III, ss. 109-110). Poza tym, należy mieć na uwadze rozwój przeciwnika.
- "Należy często zmieniać partnerów sparingowych". Zasada ta ma uczyć działania wobec rozmaitych przeciwników. Nie uwzględnia natomiast postępu i rozwoju umiejętności poszczególnych zawodników. W szczególności tego, że mogą się oni nauczyć reakcji na określoną technikę.
- "Sparing powinien być od początku jak najtwardszy. Kto nie wytrzyma, odpada". Reguła niezgodna z zasadą stopniowania trudności. Sprzyja zawodnikom, którzy już na początku reprezentują określone warunki psychofizyczne, zwłaszcza w porównaniu ze swoimi przeciwnikami, a nie zakłada rozwoju cech zawodnika. W psychologii sportu przyjmuje się, że dobrze postawiony cel w danej chwili jest wysoki, ale jeszcze osiągalny dla zawodnika.

### Źródła elektroniczne
- Artykuły w czasopiśmie internetowym "Świat Nei Jia"
  - Tomasz Twardowski, Sparing, Świat Nei Jia nr 23 (kwiecień 2002);
  - Sławomir Milczarek, Tradycyjne gong fu do walki czy nie?, Świat Nei Jia nr 23 (kwiecień 2002);
  - Sławomir Pawłowski, Trening form i strategia walki w Shaolin kung fu, Świat Nei Jia nr 15 (grudzień 2000)

### Źródła trwałe
- Janusz Pawluk, Judo sportowe, Wydawnictwo Sport i Turystyka, Warszawa 1988, wydanie III